# Fort Navajo
Fort Navajo est le premier album de la série de bande dessinée Blueberry de Jean-Michel Charlier (scénario) et Jean Giraud (dessin). Il a d'abord été prépublié dans Pilote (à partir du numéro 288 du 29 avril 1965) avant d’être publié en album en 1965 sous le titre Fort Navajo, une aventure du Lieutenant Blueberry. Il a été réédité en 1993 à la suite d'une nouvelle mise en couleurs de Claudine Blanc-Dumont. Il marque le début du cycle des premières guerres indiennes (cinq tomes). Cet album est probablement inspiré de l'affaire Bascom.

## Résumés

### Court
Le lieutenant Blueberry est affecté à fort Navajo en plein territoire apache. Le lieutenant Graig, lui aussi fraichement affecté au fort, et Crowe, un soldat métis, tenteront de prévenir la guerre que veut provoquer Bascom, un blanc dévoré par la haine des indiens, à la suite de l'enlèvement d'un jeune garçon blanc.

### Détaillé
Après la guerre de Sécession qu'ont remporté les nordistes, le lieutenant Blueberry est envoyé au fort Navajo dans l'Ouest américain pour se faire oublier malgré ses « exceptionnels états de service », car il est sudiste, bagarreur, buveur, tricheur et indiscipliné.
Dans un saloon lors d'une partie de poker où il a probablement triché, Blueberry doit défendre sa vie face à des durs à cuire. Graig, lieutenant de cavalerie, intervient et lui sauve probablement la vie. Par la suite, Graig apprend avec étonnement que Blueberry est affecté à fort Navajo. Son étonnement se transforme en dégoût lorsque Blueberry dénigre son père, le général Graig. Graig défie Blueberry au pistolet, mais Blueberry démontre qu'il est un tireur d'élite.

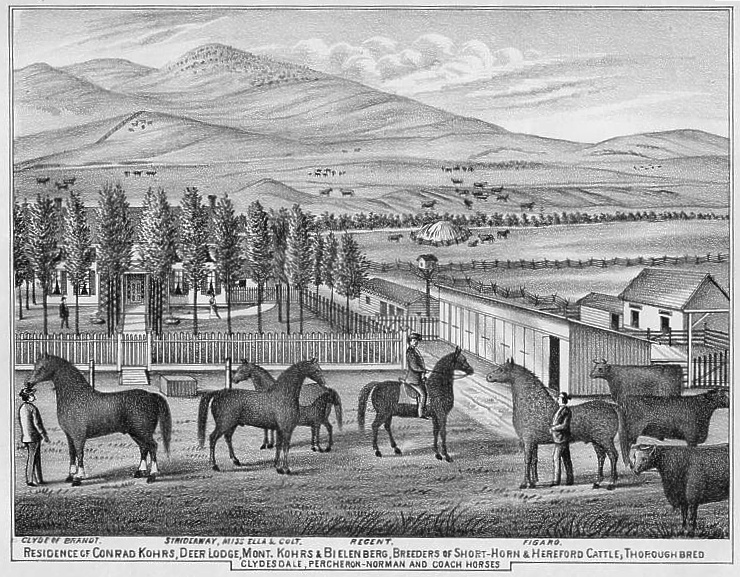
Un ranch vers 1885

Alors que les deux hommes se dirigent vers le fort, ils découvrent un ranch brûlé et ses occupants scalpés. Des indices laissent croire que ce sont des indiens qui ont attaqué le ranch. En présence du père, mourant, Graig donne sa parole de retrouver les ravisseurs, malgré les avertissements des hommes qui l'accompagnent qui lui affirment qu'il se fera tuer pour rien.
Graig se lance à la poursuite des ravisseurs, suivi bientôt de Blueberry qui s'est engagé à le sauver des indiens. Blueberry parvient, in extremis, à sauver Graig tombé dans un piège tendu par les indiens. Ils sèment leurs poursuivants et rencontrent une colonne de cavaliers venue de fort Navajo pour les secourir. Le chef de la colonne, le major Bascom, a une haine viscérale des indiens et décide d'attaquer un contingent apache, malgré les supplications de Crowe (un métis), de Graig et de Blueberry. Blueberry, aidé de Graig, parvient à arrêter l'attaque, ce qui provoque la fureur de Bascom, ordonnant son exécution pour se venger de l'humiliation. Graig menace de dénoncer les agissements de Bascom, ce qui incite ce dernier à renoncer aux attaques contre les indiens. 
De retour au fort, Blueberry contacte son commandant, le colonel Dickson, un homme modéré qui s'oppose à toute intervention militaire contre les indiens par souci de paix, notamment. Il rencontre Blueberry en privé et apprend que ce dernier possède un lourd passé, qu'il est prêt à pardonner vu les états de service de Blueberry. Le soir, Blueberry est de garde. Alors qu'il discute avec Crowe de la situation difficile à fort Navajo, un indien tire une flèche avec un message : Cochise demande à rencontrer Dickson pour mettre fin aux attaques des deux côtés. Il accepte malgré l'opposition de Bascom, affirmant que fort Navajo est trop isolé et possède une garnison trop réduite pour faire contrepoids aux indiens.
Le lendemain, Bascom affirme avoir compris que Dickson veut rencontrer les chefs indiens dans une tente, qu'il fait monter à l'extérieur du fort, pour pouvoir les arrêter tous d'un coup, mais Dickson lui réplique qu'il a donné sa parole d'honneur de les laisser repartir libres, à la grande déception de Bascom. Alors que Blueberry et Dickson se dirigent vers la tente devant servir de lieu de négociation, ce dernier est mordu par un serpent à sonnettes. Il est soigné, mais ne peut continuer à assumer la direction du fort : il nomme Bascom comme commandant. 

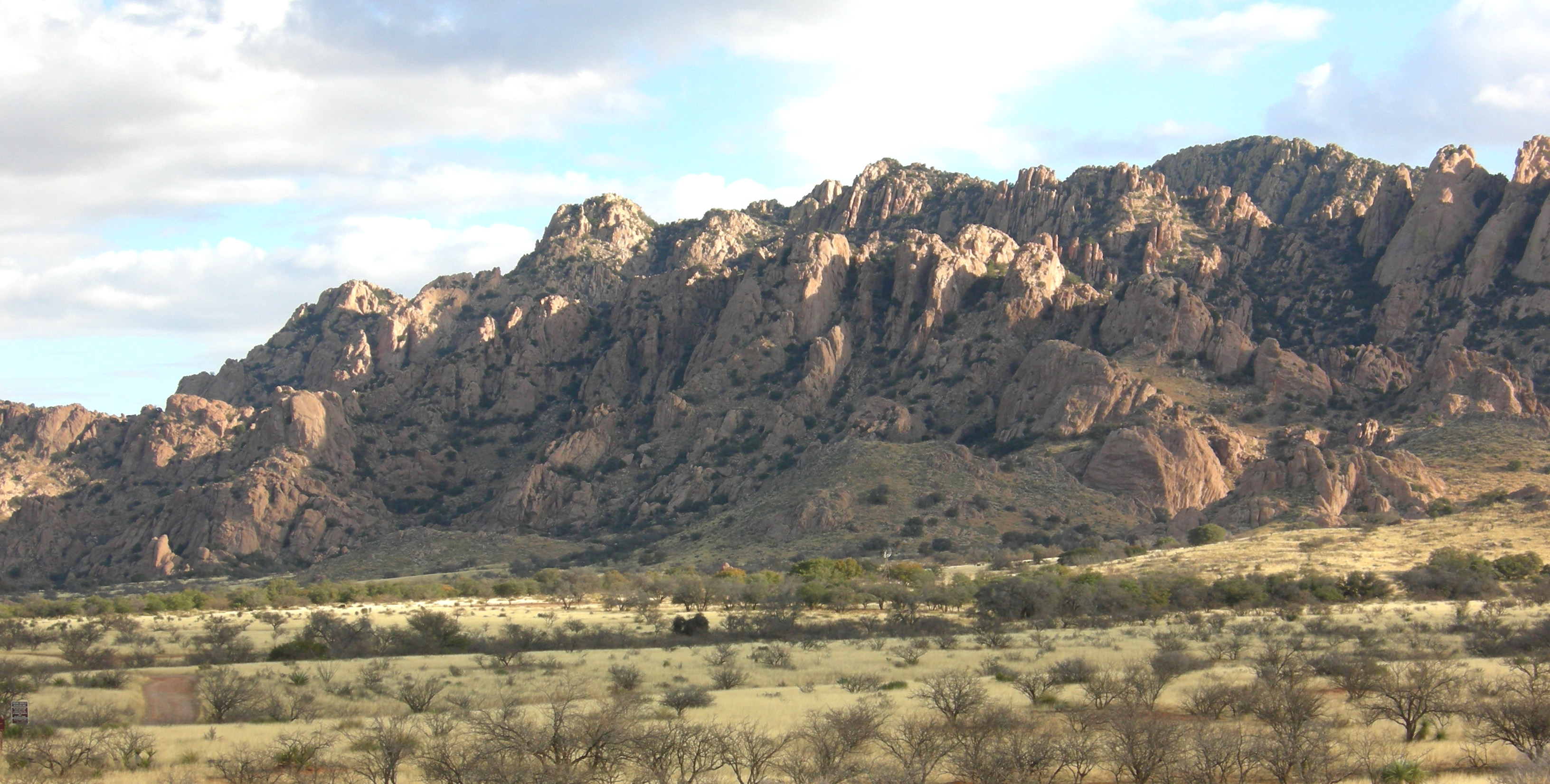
Les monts Dragoon en Arizona aux États-Unis, lieu qui servit de refuge à Cochise et ses hommes.

Ce dernier fait éloigner Blueberry et Crowe du fort dans le but de tendre une embuscade aux chefs indiens, désarmés, qui s'installeront dans la tente. Pendant les échanges verbaux, Bascom réclame le retour de l'enfant enlevé, sous peine d'emprisonner les chefs au fort. Sous les tirs d'armes à feu, Cochise s'enfuit de la tente. Bascom ordonne à Blueberry et à Crowe de ramener Cochise, mais ils se heurtent à un fort contingent d'indiens venus protéger la fuite de leur chef. Les indiens attaquent le fort, mais les soldats répliquent, mettant temporairement fin à l'attaque. De son côté, Bascom affirme que les otages indiens inciteront Cochise à modérer ses attaques. 
Lorsqu'un courrier envoyé du fort revient, transpercé des flèches, quelques hommes du fort jugent que leur situation est désespérée, car ils sont isolés à l'intérieur du territoire apache en révolte.

## Personnages principaux
- Blueberry : Lieutenant de cavalerie envoyé à fort Navajo[29].
- Graig : Lieutenant que Blueberry rencontre pendant sa route vers fort Navajo[30].
- Bascom : Major qui déteste les indiens[31]. Ses agissements provoqueront la guerre avec les Apaches[32].
- Dickson : Colonel qui commande le fort Navajo[33].
- Crowe : Lieutenant de cavalerie métis, fils d'une indienne et d'un blanc. Il est détesté par Bascom[31].

## Éditions
- Fort Navajo, une aventure du Lieutenant Blueberry, Dargaud, 1965 : Première édition dans la collection Pilote avec une couverture de Jijé.
  - Réédition : Fort Navajo, Dargaud, 1993.  (ISBN 978-2-205-04212-2) (nouvelle mise en couleur par Claudine Blanc-Dumont[2]).